# Мэттис, Джеймс
Джеймс Норман Мэттис (англ. James Norman Mattis; 8 сентября 1950, Пулмен, Вашингтон, США) — американский военный и государственный деятель.
Министр обороны США (с 20 января 2017 по 1 января 2019 года). Генерал Корпуса морской пехоты США, командующий Межвидового командования Вооружённых сил США (англ. United States Joint Forces Command — USJFCOM) (2007—2010). С 9 ноября 2007 по 8 сентября 2009 года — по совместительству Верховный главнокомандующий ОВС НАТО по трансформации (ВГКТ) (англ. Supreme Allied Commander Transformation). До этого командовал 1-м экспедиционным корпусом морской пехоты США, служил командующим Центрального командования ВМС США и 1-й дивизией корпуса морской пехоты США в течение войны в Ираке. Генерал Мэттис также известен широкой общественности благодаря некоторым своим эпатажным высказываниям: например, однажды он сказал, что ему «чертовски весело стрелять в некоторых людей».

## Военная карьера
Джеймс Н. Мэттис родился 8 сентября 1950 года в городе Пулмен, штат Вашингтон. Окончил школу морских пехотинцев, колледж командования морской пехоты и Национальный военный колледж, поступил в Центральный Университет Вашингтона и закончил его 1 января 1972 года в звании второго лейтенанта. В этом звании он служил командиром взвода в 3-й дивизии морской пехоты. В звании капитана затем командовал 1-м полком морской пехоты (1st Marine Regiment), после чего в звании майора служил на призывном пункте 12-го района Корпуса морской пехоты в Портленде. Получив звание подполковника (англ. Lieutenant colonel), он командовал 1-м батальоном 7-го полка морской пехоты, а затем 1-й экспедиционной бригадой морской пехоты.
В звании бригадного генерала командовал 58-й оперативно-тактической группой в ходе операции «Несокрушимая свобода» в южном Афганистане.
В звании генерал-майора командовал 1-й дивизией морской пехоты в ходе вторжения коалиционных сил в Ирак (2003) и последующими операциями войны в Ираке, в том числе операцией по овладению Фаллуджей (2004).
Получив звание генерал-лейтенанта, Мэттис возглавил Командование совершенствования боевого потенциала КМП (Marine Corps Combat Development Command).
5 ноября 2007 года передал командование 1-м экспедиционным корпусом морской пехоты США генерал-лейтенанту Самуэлю Хелланду.
Руководил Межвидовым командованием вооружённых сил США (2007—2010), одновременно занимал пост верховного главнокомандующего по трансформации НАТО (2007—2009). С 2010 года руководил Центральным командованием вооружённых сил США.
В 2013 году, будучи четырёхзвёздным генералом, был отправлен в отставку президентом Обамой в связи с разногласиями по Ирану.

## Политическая карьера
1 декабря 2016 года избранный президент США Дональд Трамп объявил о намерении назначить Мэттиса на должность министра обороны. 20 января 2017 года стал министром обороны США.
Мэттис был главным автором принятой в январе 2018 года оборонной стратегии США (National Defense Strategy), в которой Россия наравне с Китаем, КНДР, Ираном и террористическими группировками была названа главной угрозой для США.
Мэттис последовательно выступал за сдерживание России и КНР, которые, по его мнению, хотят создать мировой порядок, соответствующий продвигаемой ими авторитарной модели государства. Он также настаивал на сохранении американского военного партнёрства с европейскими странами и Южной Кореей и, как утверждает в своей книге «Страх» журналист Роберт Вудворд, именно Мэттису и его коллегам удалось предотвратить разрыв военного сотрудничества между США и Южной Кореей, на котором настаивал Трамп. В книге также утверждается, что Мэттису удалось смягчить планы ракетного удара США по Сирии в апреле 2017 года. В итоге по авиабазе Эш-Шайрат было выпущено лишь 59 ракет. При этом Мэттису не удалось убедить президента Трампа от выхода из сделки по иранской ядерной программе, достигнутой в 2015 году.
20 декабря 2018 года стало известно об уходе Мэттиса в отставку. Это произошло практически сразу же после принятия президентом Трампом решения о выводе американского военного контингента из Сирии и утечки информации о планируемом выводе как минимум половины американского контингента из Афганистана.
В письме на имя президента, которое Мэттис опубликовал на сайте министерства обороны, он заявил, что разделяет убеждение Трампа в том, что США не «должны быть мировым полицейским» и что главной целью внешней политики США должно быть обеспечение собственной безопасности и помощь союзникам. Мэттис подчеркнул свою приверженность политике сдерживания влияния Китая и России, а также указал на необходимость уважать партнёров США по НАТО. При этом, как следует из письма, взгляды Мэттиса не совпадали с позицией президента.
Подав в отставку, Мэттис планировал оставаться на своём посту до конца февраля 2019 года, однако президент Трамп принял решение, что Пентагон уже с 1 января 2019 года возглавит Патрик Шэнахэн.

## Награды
Мэттис имеет знак отличия в стрельбе из стрелкового оружия. Кроме того, Джеймс Мэттис удостоен множества других наград:
- Медаль Министерства обороны «За выдающуюся службу» (США) с одним знаком бронзовых Дубовых листьев
- Медаль «За выдающуюся службу» (ВМС США)
- Медаль «За отличную службу» (США)
- Орден «Легион почёта»
- Бронзовая звезда (США) с боевым знаком в виде золотой буквы «V»
- Медаль похвальной службы (США) с двумя золотыми звёздами
- Медаль за безупречную службу в рядах ВМС и морской пехоты (США)[англ.]
- Боевая ленточка
- Благодарность части в приказе президента[англ.]
- Единая награда воинской части (подразделению)
- Благодарность части Военно-морского флота
- Похвальная благодарность армейской воинской части
- Экспедиционная медаль Корпуса морской пехоты США|
- Медаль за службу национальной обороне (США) с двумя звёздами за службу
- Медаль за службу в Юго-Западной Азии с двумя звёздами за службу
- Медаль за кампанию в Афганистане
- Медаль За Иракскую кампанию
- Медаль «За службу в экспедиционных войсках глобальной войны с терроризмом»
- Медаль «За участие в глобальной войне с терроризмом»
- Медаль «За гуманитарную помощь» (США)
- Лента за службу в море (США)[англ.] с 7 звёздами за службу
- Лента за рекрутинг в ряды морской пехоты[англ.] с одной звездой за службу
- Медаль НАТО[6]
- Медаль НАТО за службу в рядах международных сил содействия безопасности ISAF[6]
- Медаль войска польского[англ.]
- Медаль Освобождения Кувейта (Саудовская Аравия)
- Медаль Освобождения (Кувейт)

Значок: Идентификационный жетон Управления министра обороны

* перечислены в порядке следования на орденской планке — слева направо, сверху вниз

## Известные высказывания

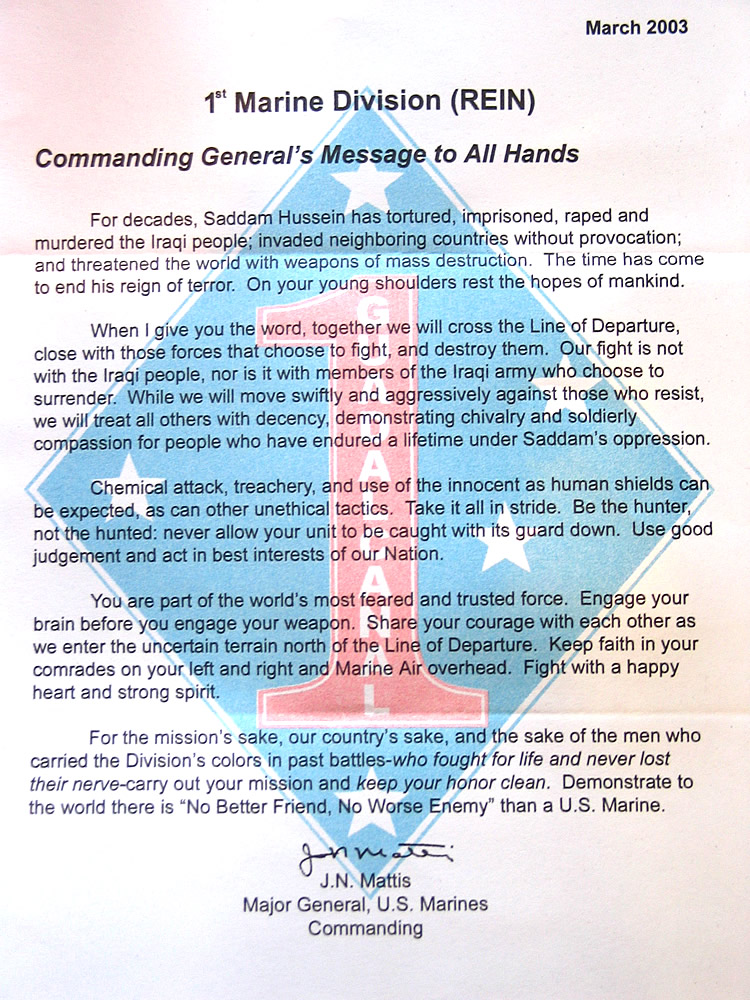
Письмо, написанное Джеймсом Н. Мэттисом в 1-ю дивизию морской пехоты перед началом войны в Ираке, март 2003 года

1 февраля 2005 года, в своём выступлении на форуме в Сан-Диего он сказал:

В Афганистане вы увидите, что есть парни, которые раздают женщинам вокруг пощечины в течение 5 лет, поскольку они не носят чадру. Вы знаете, в таких парнях в любом случае не осталось ничего от мужчин. Так что это чертовски весело — стрелять в них. На самом деле, сражаться — большое удовольствие. Вы знаете, это чертовски здорово. Это забавно — стрелять в некоторых людей. Я буду откровенен перед вами, мне нравится драться.
Оригинальный текст (англ.)You go into Afghanistan, you got guys who slap women around for five years because they didn't wear a veil. You know, guys like that ain't got no manhood left anyway. So it's a hell of a lot of fun to shoot them. Actually, it's a lot of fun to fight. You know, it's a hell of a hoot. It's fun to shoot some people. I'll be right upfront with you, I like brawling.

Высказывание Мэттиса вызвало споры и генерал Майкл Хейджи, комендант корпуса морской пехоты США, выступил с заявлением, предположив, что Мэттису нужно было бы выбирать слова более тщательно, но он не будет подвергнут дисциплинарному взысканию.
После исследования Пентагона, которое показало, что лишь 55 % солдат и 40 % морских пехотинцев сообщит о коллеге в случае нарушения прав гражданских лиц, Мэттис сказал своим морским пехотинцам в мае 2007 года:

Когда вы показываете злость или отвращение к гражданским лицам, это победа для Аль-Каиды и других повстанцев.
Оригинальный текст (англ.)Whenever you show anger or disgust toward civilians, it's a victory for Al Qaeda and other insurgents.

Отражая необходимость проявлять сдержанность в войне в качестве ключевого элемента для победы над повстанцами, он добавил:

Каждый раз, когда вы приветствуете иракских гражданских, Аль-Каида переворачивается в могиле.
Оригинальный текст (англ.)Every time you wave at an Iraqi civilian, Al Qaeda rolls over in its grave.
— 
Генерал Мэттис популяризовал среди своих подчинённых лозунг «нет лучше друга, нет хуже врага», (изначально придуманный римским диктатором Суллой в качестве собственной эпитафии в 78 году до н. э.). Эта фраза стала широко известна в ходе расследования в отношении поведения лейтенанта Иларио Пантано, командира взвода, выступающего под командованием генерала Мэттиса.
Мэттис назвал себя «Мерил Стрип среди генералов» в ответ на заявление Трампа о том, что Джеймс Мэттис — «самый переоценённый генерал в мире». Бывший министр обороны США вспомнил, что оскароносная актриса Мерил Стрип также является «переоценённой актрисой», по мнению главы Белого дома. «Думаю, единственный военный, которого господин Трамп не считает переоценённым, это полковник Сандерс», — заявил Мэттис на торжественном вечере в Нью-Йорке, имея в виду основателя сети ресторанов быстрого питания KFC Харланда Сандерса и намекая тем самым на любовь президента к фастфуду.

## В искусстве
Американский актёр Роберт Джон Берк сыграл генерала Джеймса Мэттиса в мини-сериале «Поколение убийц».